# Wasatch Plateau
Wasatch Plateau je náhorní plošina v centrálním Utahu. Rozkládá se jižně od pohoří Wasatch Range a jihovýchodně od Utažského jezera. Leží v nadmořské výšce okolo 2 700 metrů.
Nejvyšší bod Wasatch Plateau South Tent Mountain dosahuje výšky 3 440 metrů. Plošina tvoří severní část Koloradské plošiny.